# Лапошел (Прахова)
Лапошел (рум. Lăpoșel) насеље је у Румунији у округу Прахова у општини Лапош. Oпштина се налази на надморској висини од 243 m.

## Становништво
Према подацима из 2002. године у насељу је живело 419 становника, од којих су сви румунске националности.